# Diamant Yaoundé
Diamant Yaoundé ist ein Fußballverein in Yaoundé (Kamerun). Die Gründung erfolgte 1961.
Größte Erfolge der Mannschaft waren der Landesmeistertitel in Kamerun im Jahre 1966 sowie drei nationale Pokalsiege in den Jahren 1964, 1971 und 1972. Zu den bekanntesten ehemaligen Spieler von Diamant Yaoundé gehören der 37-fache Nationalspieler Kameruns Salomon Olembé, die zweimaligen WM-Teilnehmer André Kana-Biyik und Emile M’Bouh, sowie Jean-Jacques Missé-Missé, der nach seiner Zeit in Yaoundé in mehreren europäischen Ligen, vor allem in Belgien spielte.

## Erfolge
- Première Division: 1966
- Kamerunischer Fußballpokal: 1964, 1971, 1972